# セツナレンサ
「セツナレンサ」は、RADWIMPSが2006年11月8日にリリースしたメジャー5枚目、通算8枚目のシングルである。

## 背景
2005年12月に「3枚シングルとアルバムを出す」という話が出ていたことに乗っかる形でシングルのリリースが決定。シングルの候補に挙がっていた楽曲のなかで一番、前々作「ふたりごと」と前作「有心論」で築いたイメージを壊せて、さらに上に何か乗せられるのが「セツナレンサ」だった、と野田は語っている。

## ミュージックビデオ
セツナレンサ
監督：須藤カンジ
ミュージックビデオ集『RADWIMPS4.5』（2007年2月7日発売）に収録され、2009年7月1日にはYouTubeで公開された。

## チャート成績
バンド初となるオリコンTOP10入りを果たした。

## 収録内容
| 全作詞・作曲: 野田洋次郎、全編曲: RADWIMPS。 |                      |            |            |      |
| #                                            | タイトル             | 作詞       | 作曲・編曲 | 時間 |
| 1.                                           | 「セツナレンサ」     | 野田洋次郎 | 野田洋次郎 | 3:25 |
| 2.                                           | 「バイ・マイ・サイ」 | 野田洋次郎 | 野田洋次郎 | 4:42 |
| 合計時間:                                    | 合計時間:            | 8:07       |            |      |

## 楽曲について
1. セツナレンサ
『RADWIMPS 4～おかずのごはん～』制作時にできた楽曲。一度録りなおした際に野田がシングル化を提案した[2]。10人を越える編成を組んで、再度録りなおしたが、野田は「違う」と感じてお蔵入りになった。他にもたくさんのバージョンがあった[2]。
英語で速いラップ調のメロディーから始まるのに対し、サビはゆっくりと重い日本語の詞となる。歌詞にはエディ・マーフィ、ガリレオ・ガリレイ、ハリウッドが登場する。野田曰く、「サビで盛り下がるところがツボ」。
タイトルには、「切な連鎖（切なさ連鎖）」と「刹那連鎖」の両方の意味がある。
MUSIC ON! TV 2006年11月期 Recommend。
2. バイ・マイ・サイ
タイトルは、"by my side"の発音をカタカナにしたもの[7]。ほぼ英詞[7]。
2016年には熊本地震の被災地支援として、ONE OK ROCKのTakaと共に歌った当楽曲を配信し、収益は全額被災地に寄付された。
近年日本国内のライブで演奏される事は稀だが、2018年の「RADWIMPS Asia Live Tour 2018」にて海外公演のアンコールで演奏された。
2022年には公式TikTokにて野田が弾き語っている様子を披露した[8]。

## 参加ミュージシャン

### RADWIMPS
野田洋次郎 - Vocal & Guitar
桑原彰 - Guitar & Chorus
武田祐介 - Bass & Chorus
山口智史 - Drums & Chorus